# Dordolio
Dordolio es un personaje de ficción que aparece en el libro Los Wankh del ciclo de Tschai, escrito en 1969 por Jack Vance. Es un noble humano de la estirpe de los yao dorados.

## Argumento
Dordolio era un noble de Cath, señor de la casa de Oro y Cornalina. Cuando Cizante, el señor del Jade Azul, abrumado por el secuestro de su hija Ylin-Ylan, promete dar lo que pida a la persona que la traiga o le dé noticias de ella, Dordolio sale en su búsqueda, atraído por la recompensa y la posibilidad de humillar a una casa rival. Varios meses después se cruza con Ylin-Ylan en Coad, acompañada de Adam Reith, Traz y Anacho, de los que intenta librarse pero no puede. Durante el viaje a Cath, su creciente rivalidad con Reith hace que le rete a un duelo, pero al ver que es claramente superior, para simulando que era un entrenamiento.
- Datos: Q5813527